# Polyura epigenes
Polyura epigenes är en fjärilsart som beskrevs av Frederick DuCane Godman och Osbert Salvin 1888. Polyura epigenes ingår i släktet Polyura och familjen praktfjärilar. Inga underarter finns listade i Catalogue of Life.